# Sítio arqueológico de Palheirões do Alegra
O Sítio arqueológico de Palheirões do Alegra é uma zona onde foram encontrados vários vestígios do período Mesolítico, situada na freguesia de São Teotónio, no Município de Odemira, na região do Baixo Alentejo, em Portugal.

## Descrição e história
A estação arqueológica está situada no topo das arribas, na costa atlântica, a cerca de 3 Km de distância da foz do Rio Mira. É provavelmente a maior concentração de vestígios da Cultura Mirense, durante o Mesolítico, tendo sido ocupada ao longo de várias fases. No local foram descobertos vários fundos de cabana e dezoito estruturas de combustão, sendo estas últimas semelhantes a outras identificadas em vários sítios mirenses ao longo da costa alentejana, como as do Medo Tojeiro e da Foz dos Ouriços.
Também foi recolhido um vasto espólio, composto por milhares de peças líticas, sendo a maior parte em grauvaque. O depositário do espólio foi o Museu Nacional de Arqueologia, em Lisboa. De acordo com as datações absolutas, esta jazida está cronologicamente integrada no período Boreal. Este sítio arqueológico foi considerado como uma das principais oficinas de talhe na zona, tendo sido encontrados vários utensílios macrolíticos, incluindo um pequeno número de machados mirenses, e outros microlíticos em sílex, provavelmente de tradição Magdalenense, substanciando desta forma uma cronologia nos princípios da fase pós-glaciar. Esta teoria foi confirmada pelos testes de radiocarbono, que tiveram como resultado a data ICEN -136,8400±70BP.
A Sul está situada a estação arqueológica Palheirão do Alegra 2, correspondente ao limite da ocupação dos Palheirões do Alegra.
As primeiras pesquisas no local foram feitas no Verão de 1978, como parte de um programa de prospecção sistemática na costa atlântica entre Porto Covo e a Ponta de Sagres, no sentido de encontrar possíveis jazidas da cultura Mirense. Os vestígios em Palheirões do Alegra foram encontrados devido aos efeitos da erosão eólica. Em 1985 foi feito o levantamento arqueológico do local, durante o qual foram registadas e recolhidas as peças líticas e os manuports (en), e no ano seguinte prosseguiu o levantamento e as escavações, tendo sido identificadas seis camadas, uma destas correspondente ao nível arqueológico. Em 1987 foram abertas novas valas, no sentido de identificar com mais precisão a localização do nível negro em redor do sítio arqueológico, e foi feita uma escavação em superfície junto ao corte 3, que tinha sido aberto em 1986, no sentido de conhecer a distribuição espacial do espólio e das bolsas de areais escuras, correspondentes a estruturas de combustão. Entre 1988 e 1989 apenas foram feitas algumas visitas ao sítio, tendo a maior parte do trabalho sido o registo e o tratamento informático das investigações, tendo sido igualmente feitos os trabalhos preparatórios para a publicação de uma notícia científica sobre os Palheirões do Alegra.
Em 1995 foram retomados os trabalhos de levantamento no local, como parte do programa de Levantamento Arqueológico do Concelho de Odemira, e em 1998 foi feita uma nova prospecção, no âmbito do Plano Nacional de Trabalhos Arqueológicos.

## Leitura recomendada
- RAPOSO, Luís; PENALVA,C.; PEREIRA, J. P. (1989). Notícia da descoberta da estação mirense de Palheirões do Alegra, Cabo Sardão (Odemira, Portugal). Comunicação apresentada na II Reunión del Quaternario Iberico (Madrid, Setembro de 1989). [S.l.: s.n.]
- RAPOSO, Luís (1994). O sítio de Palheirões do Alegra e a “questão do Mirense”. Arqueología en el entorno del Bajo Guadiana: Actas del Encuentro Internacional de Arqueología del suroeste (em espanhol). Huelva: Universidade de Huelva. p. 55-69. ISBN 84-604-9615-5